# Sadd al Furāt
Sadd al Furāt (arabiska: سد الفرات) är en dammbyggnad i Syrien.   Den ligger i provinsen ar-Raqqah, i den centrala delen av landet, 300 kilometer nordost om huvudstaden Damaskus. Sadd al Furāt ligger 276 meter över havet. Den ligger vid Asadsjön.
Terrängen runt Sadd al Furāt är huvudsakligen platt. Sadd al Furāt ligger nere i en dal som går i öst-västlig riktning. Närmaste större samhälle är Ath Thawrah, 4,2 kilometer söder om Sadd al Furāt. 
Trakten runt Sadd al Furāt består till största delen av jordbruksmark. Runt Sadd al Furāt är det ganska tätbefolkat, med 83 invånare per kvadratkilometer.